# Барон Эмерст из Хакни
Барон Эмерст (Амхерст) из Хакни в графстве Лондон — наследственный титул в системе Пэрства Соединенного Королевства. Он был создан 26 августа 1892 года для консервативного политика Уильяма Тиссен-Эмерста (1835—1909), с правом наследования, в случая отсутствия мужских потомков, для его старшей дочери Мэри и её наследников мужского пола. Уильям Тиссен-Эмерст ранее представлял в Палате общин Великобритании Западный Норфолк (1880—1885) и Юго-Западной Норфолк (1885—1892), а также занимал пост верховного шерифа Норфолка (1866—1867). После его смерти титул перешёл к его старшей дочери Мэри Роутс Маргарет (1857—1909). Она была женой полковника лорда Уильяма Сесила (1854—1943), третьего сына Уильяма Сесила, 3-го маркиза Эксетера (1825—1895).
По состоянию на 2025 год обладателем титула являлся их потомок, Хью Уильям Эмерст Сесил, 5-й барон Эмерст из Ханки (род. 1968), который стал преемником своего отца в 2009 году.
Контр-адмирал сэр Найджел Сесил (1925—2017) являлся сыном коммандера достопочтенного Генри Митфорда Эмерста Сесила (1893—1962), четвёртого сына второй баронессы Эмерст из Хакни и лорда Уильяма Сесила. 23-й губернатор острова Мэн (1980—1985).
Сэр Генри Ричард Эмерст Сесил (1943—2013), тренер беговых лошадей, сын лейтенанта достопочтенного Генри Керра Сесила (1914—1942), младшего брата третьего барона.

## Бароны Эмерст из Хакни (1892)

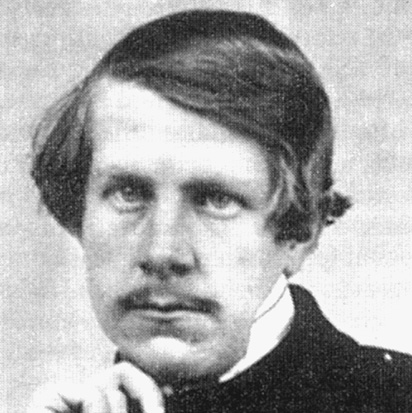
Уильям Амхерст Тиссен-Амхерст, 1-й барон Амхерст из Хакни (1835—1909)

- 1892—1909: Уильям Амхерст Тиссен-Амхерст, 1-й барон Эмерст из Хакни (25 апреля 1835 — 16 января 1909), старший сын Уильяма Джорджа Дэниэла-Тиссена (1801—1885)[1];
- 1909—1919: Мэри Роутс Маргарет Сесил, 2-я баронесса Эмерст из Хакни (25 апреля 1857 — 21 декабря 1919), старшая дочь предыдущего. С 1885 года жена полковника лорда Уильяма Сесила (1854—1943)[2];
- 1919—1980: Уильям Александр Эверинг Сесил, 3-й барон Эмерст из Хакни (31 мая 1912 — 22 июля 1980), старший сын капитана Уильяма Эмерста Сесила (1886—1914), внук предыдущих[3];
- 1980—2009: Уильям Хью Амхерст Сесил, 4-й барон Эмерст из Хакни (28 декабря 1940 — 2 апреля 2009), старший сын предыдущего[4];
- 2009 — настоящее время: Хью Уильям Амхерст Сесил, 5-й барон Эмерст из Хакни (род. 17 июля 1968), единственный сын предыдущего[5];
  - Наследник титула: достопочтенный Джек Уильям Амхерст Сесил (род. 13 июля 2001), единственный сын предыдущего[6].